# Belgern
Belgern este un oraș din landul Saxonia, Germania.